# Нигерия на летних Паралимпийских играх 2020
Нигерия на летних Паралимпийских играх 2020, прошедших в Токио 24 августа — 5 сентября 2021 года, была представлена 22 спортсменами в четырёх видах спорта: академической гребле, лёгкой атлетике, пауэрлифтинге и настольном теннисе. По итогам Игр нигерийские атлеты завоевали 4 золотых, 1 серебряную и 5 бронзовых медали, расположившись на 33 месте в общекомандном медальном зачёте.

## Медали
| Золото  |                                                             |                                                         |            |
| №       | Спортсмены                                                  | Вид спорта (дисциплина)                                 | Дата       |
| 1       | Латифат Тиджани                                             | Пауэрлифтинг (женщины, до 45 кг)                        | 26 августа |
| 2       | Босе Омолайо                                                | Пауэрлифтинг (женщины, до 79 кг)                        | 29 августа |
| 3       | Фолашаде Олувафемиайо                                       | Пауэрлифтинг (женщины, до 86 кг)                        | 30 августа |
| 4       | Флора Угвунва                                               | Лёгкая атлетика (женщины, метание копья, категория F54) | 4 сентября |
| Серебро |                                                             |                                                         |            |
| №       | Спортсмены                                                  | Вид спорта (дисциплина)                                 | Дата       |
| 1       | Лавлин Обиджи                                               | Пауэрлифтинг (женщины, свыше 86 кг)                     | 30 августа |
| Бронза  |                                                             |                                                         |            |
| №       | Спортсмены                                                  | Вид спорта (дисциплина)                                 | Дата       |
| 1       | Люси Эджике                                                 | Пауэрлифтинг (женщины, до 61 кг)                        | 28 августа |
| 2       | Олайтан Ибрахим                                             | Пауэрлифтинг (женщины, свыше 67 кг)                     | 28 августа |
| 3       | Таджудин Агунбиаде, Алаби Олабийи Олуфеми, Виктор Фаринлойе | Настольный теннис (мужчины, команда, класс 9—10)        | 1 сентября |
| 4       | Ючария Ийязи                                                | Лёгкая атлетика (женщины, толкание ядра, категория F57) | 2 сентября |
| 5       | Лауритта Онье                                               | Лёгкая атлетика (женщины, толкание ядра, категория F40) | 4 сентября |

## Академическая гребля
| Спортмен       | Дисциплина        | Квалификация | Квалификация | Утешительный заплыв | Утешительный заплыв | Финал B  | Финал B         | Финал B              |
| Спортмен       | Дисциплина        | Время        | Место        | Время               | Место               | Время    | Место в заплыве | Место в общем зачёте |
| -------------- | ----------------- | ------------ | ------------ | ------------------- | ------------------- | -------- | --------------- | -------------------- |
| Кингсли Иджома | Мужчины, одиночки | 11:50.87     | 4            | 11:15.07            | 5                   | 12:10.51 | 5               | 11                   |

### Настольный теннис
| Спортсмен                                                  | Класс         | Групповой этап                       | Групповой этап                   | Групповой этап                 | Групповой этап | 1/8 финала                                       | 1/4 финала                                                      | 1/2 финала                            | Финал              | Финал     |           |
| Спортсмен                                                  | Класс         | Соперник Результат                   | Соперник Результат               | Соперник Результат             | Место          | Соперник Результат                               | Соперник Результат                                              | Соперник Результат                    | Соперник Результат | Место     |           |
| ---------------------------------------------------------- | ------------- | ------------------------------------ | -------------------------------- | ------------------------------ | -------------- | ------------------------------------------------ | --------------------------------------------------------------- | ------------------------------------- | ------------------ | --------- | --------- |
| Ахмед Колеошо                                              | Мужчины, 3    | Томас Брюхле (Германия) 0-3          | Василий Петрунов (Украина) 3-1   | н/д                            | 2              | Чжао Пин (Китай) 1-3                             | Не прошёл                                                       | Не прошёл                             | Не прошёл          | 5         |           |
| Исау Огункунле                                             | Мужчины, 4    | Максим Томас (Франция) 2-3           | Самех Мохамед Салех (Египет) 1-3 | н/д                            | 3              | Не прошёл                                        | Не прошёл                                                       | Не прошёл                             | Не прошёл          | Не прошёл | Не прошёл |
| Виктор Фаринлойе                                           | Мужчины, 8    | Виктор Дидух (Украина) 2-3           | Билли Шилтон (Китай) 3-2         | н/д                            | 3              | Не прошёл                                        | Не прошёл                                                       | Не прошёл                             | Не прошёл          | Не прошёл | Не прошёл |
| Таджудин Агунбиаде                                         | Мужчины, 9    | Иван Май (Украина) 0-3               | Чжао И Цин (Китай) 3-2           | н/д                            | 2              | н/д                                              | Лауренс Девос (Бельгия) 0-3                                     | Не прошёл                             | Не прошёл          | 5         |           |
| Алаби Олабийи Олуфеми                                      | Мужчины, 10   | Лянь Хао (Китай) 0-3                 | Джоэл Кохлан (Австралия) 0-3     | Филип Радович (Черногория) 0-3 | 4              | н/д                                              | Не прошёл                                                       | Не прошёл                             | Не прошёл          | Не прошёл | Не прошёл |
| Фейт Обазуайе                                              | Женщины, 10   | Тянь Шяу-Вэнь (Китайский Тайбэй) 0-3 | Чжао Сяоцзин (Китай) 0-3         | Ян Цянь (Австралия) 0-3        | 4              | н/д                                              | Не прошла                                                       | Не прошла                             | Не прошла          | Не прошла | Не прошла |
| Ахмед Колеошо, Исау Огункунле                              | Мужчины, 4—5  | н/д                                  | н/д                              | н/д                            | н/д            | Габриэль Копола, Мауро Депергола (Аргентина) 2-1 | Флориан Меррьен, Николя Савант-Айра, Максим Томас (Франция) 0-2 | Не прошли                             | Не прошли          | 5         |           |
| Таджудин Агунбиаде Алаби Олабийи Олуфеми, Виктор Фаринлойе | Мужчины, 9—10 | н/д                                  | н/д                              | н/д                            | н/д            | Тал Лейбовиц, Айан Сайденфельд (США) 2-1         | Филип Радович, Лука Бакич (Черногория) 0-2                      | Ма Линь, Джоэл Кохлан (Австралия) 0-2 | Не прошли          | 3         |           |

## Лёгкая атлетика
| Спортсмен          | Дисциплина                  | Квалификация | Квалификация | Финал     | Финал |
| Спортсмен          | Дисциплина                  | Результат    | Место        | Результат | Место |
| ------------------ | --------------------------- | ------------ | ------------ | --------- | ----- |
| Сувайбиду Галадима | Мужчины, 100 м, T47         | 11.14        | 4            | 11.29     | 8     |
| Ючария Ийязи       | Женщины, толкание ядра, F57 | н/д          | н/д          | 10.40     | 3     |
| Ючария Ийязи       | Женщины, метание диска, F57 | н/д          | н/д          | 27.49     | 8     |
| Грейс Нваозузу     | Женщины, метание диска, F57 | н/д          | н/д          | 29.26     | 6     |
| Лауритта Онье      | Женщины, толкание ядра, F40 | н/д          | н/д          | 8.29      | 3     |
| Флора Угвунва      | Женщины, толкание ядра, F54 | н/д          | н/д          | 6.59      | 6     |
| Флора Угвунва      | Женщины, метание копья, F54 | н/д          | н/д          | 19.39     | 1     |

## Пауэрлифтинг
| Спортсмен             | Дисциплина           | Результат, кг | Место |
| --------------------- | -------------------- | ------------- | ----- |
| Якубу Адесокан        | Мужчины, до 49 кг    | 155           | 4     |
| Ибрахим Дауда         | Мужчины, до 59 кг    | 170           | 5     |
| Ннамди Инносент       | Мужчины, до 72 кг    | DNF           | DNF   |
| Латифат Тиджани       | Женщины, до 45 кг    | 107           | 1     |
| Люси Эджике           | Женщины, до 61 кг    | 130           | 3     |
| Олайтан Ибрахим       | Женщины, до 67 кг    | 119           | 3     |
| Паулина Окпала        | Женщины, до 73 кг    | 124           | 6     |
| Босе Омолайо          | Женщины, до 79 кг    | 141           | 1     |
| Фолашаде Олувафемиайо | Женщины, до 86 кг    | 151           | 1     |
| Лавлин, Обиджи        | Женщины, свыше 86 кг | 147           | 2     |